# 2016年2月臺灣
| << | 2016年2月 （民國105年） | >> |    |    |    |    |
| \| 日 \| 一 \| 二 \| 三 \| 四 \| 五 \| 六 \| \| \| 1 \| 2 \| 3 \| 4 \| 5 \| 6 \| \| 7 \| 8 \| 9 \| 10 \| 11 \| 12 \| 13 \| \| 14 \| 15 \| 16 \| 17 \| 18 \| 19 \| 20 \| \| 21 \| 22 \| 23 \| 24 \| 25 \| 26 \| 27 \| \| 28 \| 29 \| \| \| \| \| \| \| \| \| \| \| \| \| \| |                         |    |    |    |    |    |
| 臺灣新聞動態／維基新聞 |                         |    |    |    |    |    |
| 世界／中国大陆／臺灣 |                         |    |    |    |    |    |
| 日 | 一                      | 二 | 三 | 四 | 五 | 六 |
| | 1                       | 2  | 3  | 4  | 5  | 6  |
| 7 | 8                       | 9  | 10 | 11 | 12 | 13 |
| 14 | 15                      | 16 | 17 | 18 | 19 | 20 |
| 21 | 22                      | 23 | 24 | 25 | 26 | 27 |
| 28 | 29                      |    |    |    |    |    |
| |                         |    |    |    |    |    |

## 2月1日
- 立法院新任立法委員宣誓就職，並推選民主進步黨籍的蘇嘉全、蔡其昌分別擔任正副院長[1][2][3]。

## 2月6日
- 高雄市美濃區凌晨發生芮氏規模6.6的地震，造成117人死、551人傷、數棟建築受損，尤其以臺南市永康區、歸仁區等地災情最為嚴重[4][5][6]。

## 2月7日

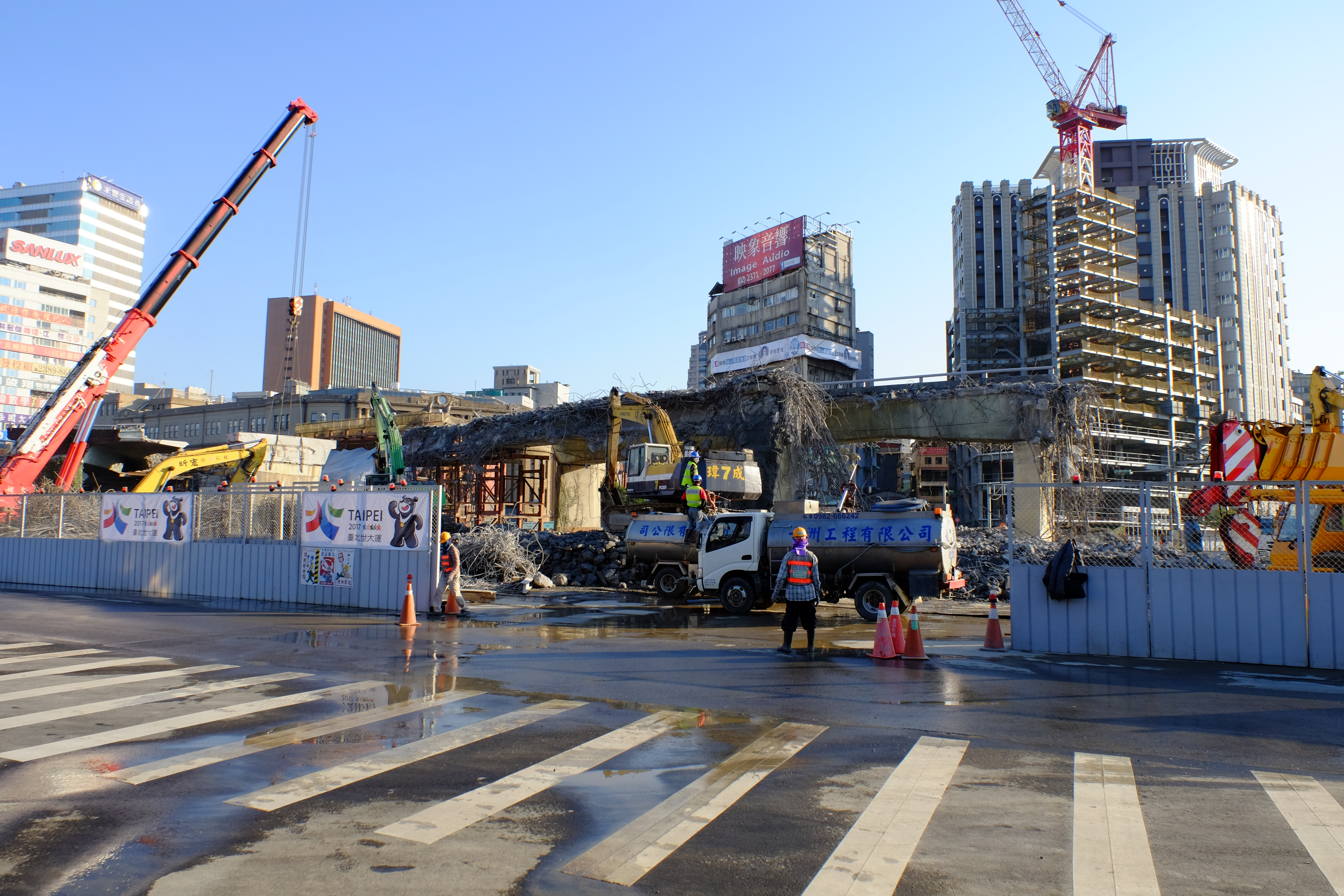
拆除中的臺北市忠孝橋引道（2016年2月9日攝影）。

- 臺北市大同區忠孝橋引道，2月7日凌晨3時40分由臺北市副市長林欽榮敲下忠孝橋路牌，4時起開始拆除[7][8]。2月11日中午12時10分卸除北門防護鷹架，2月13日上午8時工程結束、恢復全線通車[9]。
- 桃園市龍潭區2月7日晚間7點30分，一家16人除夕夜聚餐時，疑因兄弟爭執，其中一人朝家中潑灑汽油並縱火後逃逸，造成6人死亡、10人輕重傷送醫[10]。嫌犯2月12日上午於桃園市北橫、臺七線46到50公里一帶山區被捕[11]。

## 2月10日
- 高雄市鹽埕區原大新百貨大樓，2月10日下午4時26分疑因電線走火發生火警，經消防隊搶救，至晚間10時30分方完全撲滅，大樓全毀。由於火災現場接近高雄捷運橘線鹽埕埔站3號出口，期間高雄捷運橘線一度停駛[12]。

## 2月24日
- 紐埃籍貨輪「耘海輪」深夜於澎湖縣白沙鄉小白沙嶼擱淺，未造成人員傷亡，惟鄰近海域仍受漏油汙染。[13][14][15]
- 經濟部智慧財產局依《著作權集體管理團體條例》廢止台灣音樂著作權人聯合總會之設立許可，並命令其解散。

## 2月25日
- 最高行政法院判決，2014年9月9日《蘋果日報》因在自家網站刊登過度描繪血腥的2014年台北捷運隨機殺人事件圖片而遭臺北市政府依《兒童及少年福利與權益保障法》裁罰新臺幣23萬元，裁罰並無不當，《蘋果日報》之上訴為無理由，故判決《蘋果日報》敗訴定讞[16]。

## 2月28日
- 凌晨四時十五分許，台北市八德路中國國民黨中央委員會前廣場，遭一名騎乘黃色牌號的重型機車騎士揚撒文宣，並丟擲兩枚汽油彈縱火。文宣署名「實踐正義」的人士，內容有「中國國民黨與美國政府需要為台灣大屠殺與政治迫害負起全部責任」、「中國國民黨必須歸還台灣人民的財產與土地和不當得利」及「殺人政黨、不應該存在」等字眼。臺北市政府警察局調查，嫌犯所騎乘機車的車牌是偽造/變造車牌，應是有計畫的縱火案[17]。